# Pylaisiella subcircinata
Pylaisiella subcircinata là một loài Rêu trong họ Hypnaceae. Loài này được (Cardot) Z. Iwats. & Nog. miêu tả khoa học đầu tiên năm 1973.